# Religión comparada
La religión comparada es un campo de estudios de las ciencias religiosas que analiza las diferencias de interpretación de temas e ideas comunes a las distintas religiones del mundo. Paralelamente con la mitología comparada, la religión comparada se basa principalmente en el examen del mito y la espiritualidad; deriva sus temas esenciales de las metáforas religiosas, y traza de diversas maneras una conexión cultural directa entre ellas. También hace comparaciones entre los ritos y otros aspectos de las religiones.
El estudio de las religiones comparadas ha contribuido al surgimiento, desde los años 1960, de las ciencias religiosas como disciplinas científicas, aunque se encuentran en su historia restos de discursos confesionales. Los textos bíblico y coránico comparan sus doctrinas habitualmente con las de otras religiones, atribuyendo frecuentemente nombres de categoría: Goyim (extranjeros) en la Biblia hebrea, gentiles (o paganos o naciones) y el temeroso de Dios (PHobeô THeos) en la Biblia griega, gentes del Libro (ahl al-Kitàb) en el Corán. En el mundo académico cristiano, las facultades de teología y los seminarios han desarrollado la comparación entre las religiones desde una óptica apologética para el servicio de las misiones y la confrontación religiosa con el islam (misiología).

## Historia

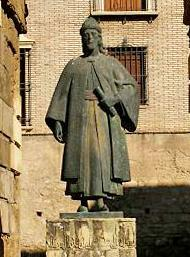
Una estatua de Ibn Hazm, padre de los estudios religiosos comparativos modernos, en Córdoba España.

Al-Biruni e Ibn Hazm del Siglo de Oro Islámico compararon el estudio del pluralismo religioso y sus obras han sido significativas en los campos de la teología y la filosofía. Los científicos sociales del siglo XIX se interesaron mucho por la religión comparativa y "primitiva" a través de los trabajos de Max Müller, Edward Burnett Tylor, William Robertson Smith, James George Frazer, Émile Durkheim, Max Weber y Rudolf Otto.
Nicholas de Lange, profesor de estudios hebreos y judíos en la Universidad de Cambridge, dice que

El estudio comparativo de las religiones es una disciplina académica que se ha desarrollado en las facultades de teología cristianas, y tiene la tendencia a forzar fenómenos muy diferentes en una especie de camisa de fuerza recortada a un patrón cristiano. El problema no es sólo que otras "religiones" pueden tener poco o nada que decir sobre cuestiones que son de gran importancia para el cristianismo, sino que puede que ni siquiera se vean a sí mismas como religiones precisamente del mismo modo en que el cristianismo se ve a sí mismo como una religión.

Ejemplos que demuestran este punto son el budismo y las religiones populares chinas. Estos sistemas de creencias han sido considerados históricamente como mutuamente excluyentes y se han mezclado con el tiempo en diferentes creencias como el Budismo de la Tierra Pura. Esto muestra una marcada diferencia con respecto a las concepciones occidentales de las religiones, que consideran que la adhesión a una religión excluye la pertenencia a otra fe.
El hinduismo y el budismo proporcionan otra visión en forma de soteriología. El estudio comparativo de las religiones puede abordarlas con una idea base de salvación con vida eterna después de la muerte, pero religiones como el hinduismo o el budismo no comparten necesariamente esta visión. En cambio, el hinduismo y el Theravada Budismo hablan ambos de una caída hacia la inexistencia y de escapar del ciclo de reencarnación, en lugar de la vida eterna después de la muerte.

## Clasificación geográfica
Según Charles Joseph Adams, en el campo de la religión comparada, una clasificación geográfica común discierne los principales religiones del mundo como sigue:
1. Religiones de Oriente Medio, que incluyen el judaísmo, el cristianismo, el islamismo, el zoroastrismo y una variedad de cultos antiguos;
2. Religiones de Asia Oriental, las comunidades religiosas de China, Japón, Corea y Vietnam, y que consisten en el confucianismo, el taoísmo, las diversas escuelas de Mahayana ("Gran Vehículo") del budismo, y el Shintō;
3. Las religiones indias, incluyendo el budismo primitivo, el hinduismo, el jainismo, el sijismo y, a veces, también el Theravada ("Camino de los Ancianos"), el budismo y las religiones de inspiración hindú y budista del sur y el sureste de Asia;
4. Religiones africanas, los antiguos sistemas de creencias de los diversos pueblos indígenas de África, excluyendo la antigua religión egipcia, que se considera perteneciente al antiguo Oriente Medio;
5. Religiones americanas, las creencias y prácticas de los diversos pueblos indígenas de los dos continentes americanos;
6. Las religiones oceánicas, los sistemas religiosos de los pueblos de las islas del Pacífico, Australia y Nueva Zelanda; y
7. Las religiones clásicas de la antigua Grecia y Roma y sus descendientes helenísticos.

### Religiones de Oriente Medio

#### Religiones abrahámicas o de Asia occidental
En el estudio de la religión comparada, la categoría de religiones abrahámicas consiste en las tres religiones monoteístas, el cristianismo, el islamismo y el judaísmo, que reivindican a Abraham (hebreo Avraham אַבְרָהָם; árabe Ibrahim إبراهيم ) como parte de su historia sagrada. Las religiones más pequeñas, como la Fe Baháʼí, que se ajustan a esta descripción, se incluyen a veces, pero suelen omitirse.
La creencia original en el Dios de Abraham acabó convirtiéndose en el actual judaísmo rabínico estrictamente monoteísta. El judaísmo es considerado por los judíos religiosos como la expresión de la alianza que Dios estableció con los hijos de Israel. Los judíos sostienen que la Torá forma parte de un texto más amplio conocido como el Tanaj o la Biblia hebrea, también creen en una tradición oral complementaria representada por textos posteriores como el Midrash y el Talmud.
Los cristianos creen que el cristianismo es la cumplimiento y la continuación del Antiguo Testamento judío. Los cristianos creen que Jesús (hebreo Yeshua יֵשׁוּעַ) es el esperado Mesías (Cristo) predicho en el Antiguo Testamento profecías, y cree en las subsiguientesdel Nuevo Testamento. Los cristianos en general creen que Jesús es la encarnación o Hijo de Dios. Su creencias generalmente tienen en común que la encarnación, el ministerio, el sufrimiento, la muerte en la cruz, y la resurrección de Jesús fue para la salvación de la humanidad.
El Islam cree que las actuales escrituras cristianas y judías han sido corrompidas a lo largo del tiempo y ya no son las revelaciones divinas originales tal y como fueron dadas al Pueblo judío y a la Moisés, al Jesús y a otros profetas. Para los musulmanes, el Corán es la revelación final y completa de Dios (en árabe الله Alá), que creen que ha sido revelada sólo a Mahoma, a quien los musulmanes consideran el profeta final del Islam, y el Jatam an-Nabiyyin, que significa el último de los profetas enviados por Alá ("sello de los profetas").
Basado en la figura musulmana del Mahdī, el último salvador de la humanidad y el último Imām de los Doce Imames, Ali Muhammad Shirazi, más tarde conocido como Bab, creó el movimiento bábí a partir de la creencia de que él era la puerta del Duodécimo Imām. Esto supuso una ruptura con el Islam y el inicio de un nuevo sistema religioso, el babismo. Sin embargo, en la década de 1860 se produjo una escisión tras la cual la gran mayoría de los babis que consideraban a Mirza Husayn `Ali o Bahá'u'lláh como el sucesor espiritual del Báb fundaron el Movimiento Baháʼí, mientras que la minoría que seguía a Subh-i-Azal pasó a llamarse Azali. La división baháʼí acabó convirtiéndose en una religión propia de pleno derecho, la Fe Baháʼí. En comparación con las otras religiones abrahámicas, el judaísmo, el cristianismo y el islam, el número de adeptos de la Fe Baháʼí y de otras religiones abrahámicas menores no es muy significativo.
De las tres principales religiones abrahámicas, el cristianismo y el judaísmo son las dos religiones que más divergen en la teología y la práctica.
La interacción histórica del Islam y el judaísmo comenzó en el siglo VII de nuestra era con el origen y la difusión del Islam. Hay muchos aspectos comunes entre el islam y el judaísmo, y a medida que el islam se fue desarrollando, se convirtió gradualmente en la principal religión más cercana al judaísmo. A diferencia del cristianismo, que se originó a partir de la interacción entre las antiguas culturas Griega, Romana y Hebrea, el judaísmo es muy similar al islam en su perspectiva religiosa fundamental, estructura, jurisprudencia y práctica. Hay muchas tradiciones dentro del islam que tienen su origen en tradiciones de la Biblia hebrea o en tradiciones judías posbíblicas. Estas prácticas se conocen colectivamente como Isra'iliyat.
La interacción histórica entre el cristianismo y el islam conecta ideas fundamentales del cristianismo con otras similares del islam. El islam acepta muchos aspectos del cristianismo como parte de su fe –  con algunas diferencias de interpretación{ –  y rechaza otros aspectos. El islam cree que el Corán es la revelación final de Dios y la culminación de todas las revelaciones anteriores, incluida la Biblia.
El Mandeísmo, también conocido como Sabianismo, es una religión Gnóstico y monoteísta.: 4  Juan el Bautista es su principal profeta y el frecuente bautismo forma parte de sus creencias fundamentales. Según la mayoría de los estudiosos, el mandeísmo se originó en algún momento de los tres primeros siglos de la era cristiana, ya sea en el suroeste de Mesopotamia o en la zona de Siro-Palestina. Sin embargo, algunos estudiosos opinan que el mandeísmo es más antiguo y data de tiempos precristianos. Los mandeos afirman que su religión es anterior al judaísmo, al cristianismo y al islam como fe monoteísta. Los mandeos creen que descienden directamente de Shem, el hijo de Noé,{rp|182}} y también de los discípulos originales de Juan el Bautista.

#### Religiones iraníes
Varias religiones y movimientos religiosos importantes se originaron en el Gran Irán, es decir, entre los hablantes de varias lenguas iraníes. Entre ellos se encuentran el zoroastrismo, el mitraísmo, el Ætsæg Din, el yazdanismo, el Ahl-e Haqq, el zurvanismo, el maniqueísmo y el mazdakismo.

Depción del Faravahar, un símbolo popular del zoroastrismo

Tal vez una de las religiones más importantes surgidas en Irán fue el zoroastrismo. Aunque no es propiamente una religión mundial, se extendió en el mundo iraní, especialmente a través de los imperios Aqueménida y Sasánida. Imperios. Entró en declive junto con muchas religiones iraníes con el auge del Islam y el Califato. La religión aún sobrevive hoy en día en pequeños números, con un ejemplo particularmente notable de los parsis en la India.
Los estudiosos han señalado a menudo las similitudes entre el zoroastrismo y las religiones abrahámicas, especialmente el cristianismo. Han señalado esto particularmente debido a la relación histórica entre los judíos y los imperios persas zoroástricos, así como la relación entre la filosofía griega, Persia y el cristianismo. Han debatido si el zoroastrismo influyó o no en estas religiones. En particular, se ha hablado de un sentido compartido de la dualidad entre las fuerzas del bien y del mal, o la luz y la oscuridad. Además, comparten la creencia en la resurrección de los muertos, así como el énfasis en el libre albedrío y la responsabilidad moral de la humanidad. Algunos consideran que estas creencias han influido en los tres principales credos abrahámicos, así como en el gnosticismo y la fe bahá'í.
El maniqueísmo es otra fe iraní que comparte muchas similitudes con el zoroastrismo. De hecho, el maniqueísmo comparte la creencia en el profetismo de Zoroastro al tiempo que mantiene el profetismo de Buda Gautama y Jesucristo. Comparte una cosmología dualista que enfrenta el bien y la luz con el mal y la oscuridad, con un adversario que se opone al Dios benévolo. El maniqueísmo y el mandeísmo también comparten la creencia en muchas de las figuras e historias de los credos abrahámicos, lo que ha suscitado preguntas sobre influencias y orígenes.

### Religiones indias

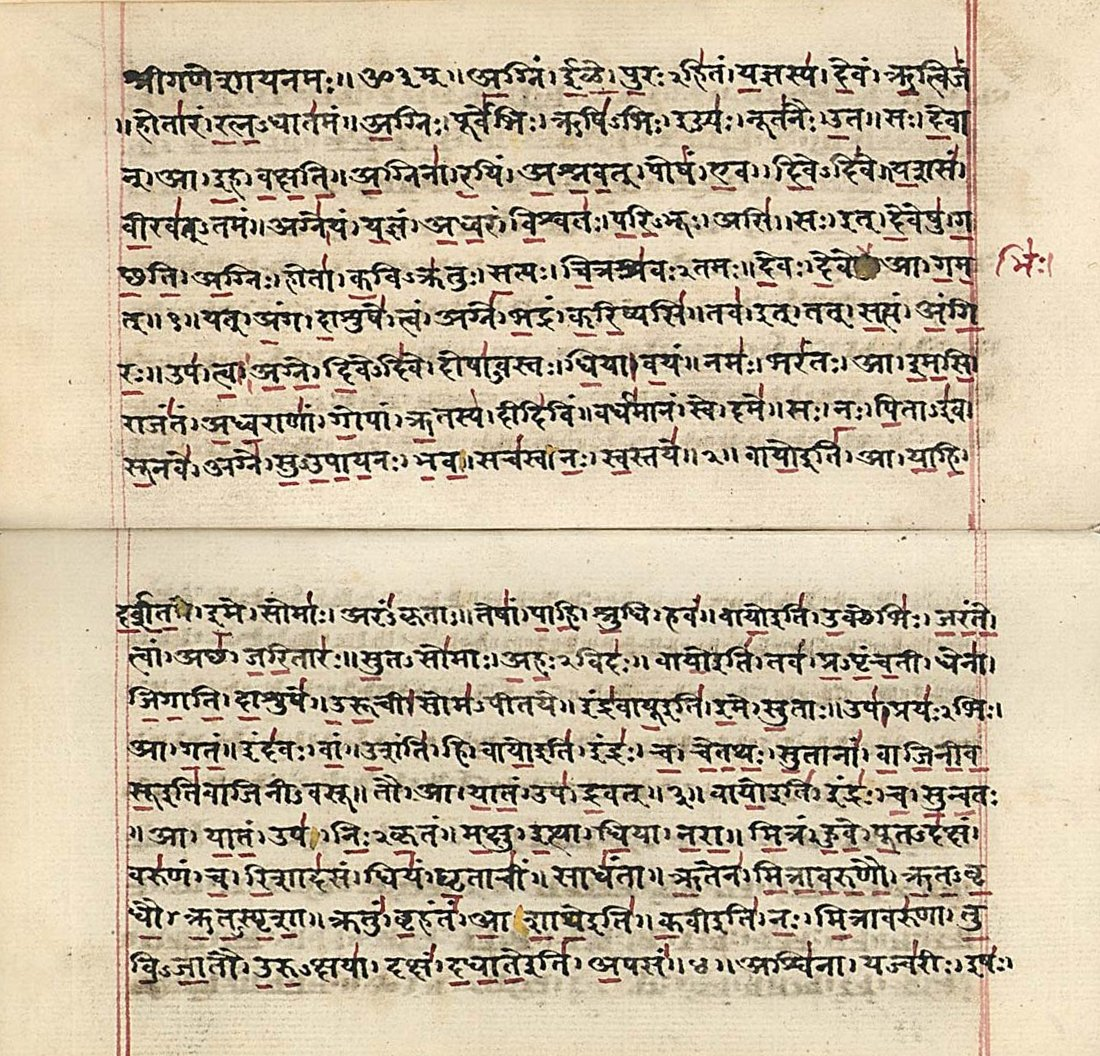
El Rig Veda es uno de los más antiguos Textos védicos. Aquí se muestra un manuscrito del Rig Veda en Devanagari, de principios del siglo XIX.

En la religión comparada, las religiones indias consisten en todas las religiones que se originaron en el sur de Asia. Se cree que "el parentesco de las religiones de la India proviene del hecho de que los jainistas, los budistas y los sijs se remontan al hinduismo como su madre común"
Al-Biruni estudió profundamente las religiones védicas y a través de sus obras se encontraron detalles esenciales sobre las religiones y culturas de la India anteriores al siglo XI. Adi Shankaracharya fue un filósofo y teólogo de principios del siglo VIII que consolidó la doctrina del Advaita Vedanta.Los estudiosos modernos sitúan a Shankara en la primera parte del siglo VIII de nuestra era (c. 700-750). Las generaciones anteriores de estudiosos propusieron 788-820 CE. Otras propuestas son 686-718 EC, 44 AEC, o tan temprano como 509-477 AEC. Gautama Buda se menciona como un Avatar de Vishnu en los textos puránicos del hinduismo. La mayoría de los hindúes creen que el Buda aceptó e incorporó muchos principios del hinduismo en su doctrina. Prominentes reformistas hindúes modernos como Mahatma Gandhi y Vivekananda reconocen la influencia budista. Gandhi, al igual que los hindúes, no creía que Buda hubiera establecido una tradición no hindú. Escribe: "No considero que el jainismo o el budismo estén separados del hinduismo" 

### Religiones de Asia oriental o taoicas

El carácter chino que representa a Tao, el concepto central del taoísmo.

Una religión taoica es una religión, o filosofía religiosa, que se centra en el concepto de Asia Oriental de Tao ("El Camino"). Esto forma un gran grupo de religiones orientales que incluyen el Taoísmo, el Confucionismo, el Jeung San Do, el Sintoísmo, el I-Kuan Tao, el Chondogyo, y el Chen Tao. En gran parte de Asia oriental, el budismo ha adoptado algunos rasgos taoicos.
El Tao puede definirse, a grandes rasgos, como el flujo del universo o la fuerza que subyace al orden natural. Se cree que es la influencia que mantiene el universo equilibrado y ordenado y se asocia con la naturaleza, debido a la creencia de que la naturaleza demuestra el Tao. El flujo de Ch'i, como energía esencial de la acción y la existencia, se compara con el orden universal del Tao. Seguir el Tao también se asocia con una actitud, una moral y un estilo de vida "adecuados". Esto está íntimamente ligado al complejo concepto de De, o literalmente "virtud" o "poder". De es la expresión activa del Tao.
El taoísmo y el Budismo Ch'an tuvieron durante siglos una influencia mutua en China, Japón, Corea y Taiwán. Estas influencias fueron heredadas por el Budismo Zen cuando el Budismo Ch'an llegó a Japón y se adaptó como Budismo Zen.
A pesar de estar demasiado lejos el uno del otro para haber tenido alguna influencia, algunos han observado históricamente similitudes entre las creencias religiosas tradicionales chinas y el cristianismo. Esto fue observado por los misioneros jesuitas que se conocieron como figuristas. Los figuristas promovieron la idea de que los antiguos chinos conocían la verdad de la revelación cristiana y que muchas de las figuras descritas en los textos chinos son en realidad figuras y conceptos del cristianismo. Entre los paralelos señalados se encuentran los mitos compartidos del inundación, las similitudes entre Fu Xi y Enoc, así como los paralelos entre Cristo y los sabios. También se observa una similitud entre que el Tao sea "el Camino" y que Cristo afirme ser "el Camino" 
Si bien los estudiosos rechazan este punto de vista en la actualidad, fue una opinión notable en la historia de la religión comparada. Estas creencias fueron finalmente opuestas y repudiadas por la Iglesia Católica en el siglo XVIII.
La expansión de la Iglesia del Oriente en China bajo la dinastía Tang también condujo a un aumento de las similitudes entre el budismo chino y el cristianismo nestoriano. Los cristianos comenzaron a utilizar conceptos budistas y taoístas para explicar su fe. Durante esta época se crearon los Documentos Jingjiao, a veces llamados sutras, que demostraban la mezcla del cristianismo con el budismo. Los dos también formaron una tradición monástica que aumentó las similitudes. Esta fusión llegó a ser tan fuerte que cuando el Emperador Wuzong de la dinastía Tang comenzó la perseguir a los budistas en el siglo IX, afirmó que el cristianismo no era más que una herejía del budismo y no propiamente una religión. Esta equiparación de ambos llevó al colapso de la Iglesia del Oriente en China junto con la persecución del budismo.

## Campos de estudio
- Mitos y creencias sobre la Creación
- Humanismo
- Fundamentalismo

- Religiones abrahámicas
  - judeocristiano
  - cristo-islámico (Christo-Islamic)
  - judeo-cristo-islámico

- Misticismo y esoterismo
  - Cábala (judaísmo), gnosticismo (cristianismo), sufismo (islam), maniqueísmo (zoroastrismo)
  - Chakra
  - Ideal de perfección : « Bāqà » (sufismo), « Nājàt » (islam), Nirvana (budismo), Salvación (cristianismo), Mukhti (hinduismo).

- Comparación de tradiciones orientales y occidentales
- Paralelismos entre budismo y cristianismo
  - Ayyavazhi e hinduismo
  - Judaísmo y budismo